# 鴻翊化學品
鴻翊化學品有限公司，簡稱鴻翊化學品（英語：Megachem Limited，SGX：5DS），在1987年由林义和、周星弟（董事長和首席執行官）与陈奕车創立，主要在亞太東盟（包括中國）、歐洲等地區經營化学品及其相关产品混合与贸易。
總部位於132 Pioneer Road Singapore 639588。股份在2003年10月17日於新加坡交易所創業板上市，招股價為0.28坡元，發售股份為20,800,000股，集資額為5,824,000坡元。

## 連結
- MegaChem.com